# Біберович Ярослав Іванович
Ярослав Іванович Біберович ( 13 січня 1883, Коломия, нині Івано-Франківська область – 18 листопада 1948, Відень, Австрія) – український військовик і дипломат. Син Івана Біберовича та Іванни Біберовичевої, брат Володислава Біберовича.

## Життєпис
Народився 13 січня 1883 р. в Коломиї в сім’ї українських драматичних артистів Івана та Іванни Біберовичів. Навчався в Коломийській державній гімназії, у саперній школі Кадетського корпусу в Гайнбурзі, яку закінчив 1902 р.
Військову службу в інженерних військах австро-угорської армії проходив упродовж 1902 – 1910 років у гарнізонах Перемишля (в саперному батальйоні №11) і Будапешта (в саперному батальйоні №7), після чого звільнився в запас у чині обер-лейтенанта. За тим перебував на державній службі та у резерві командного складу саперних батальйонів №7 і №4, дислокованих в Будапешті. Брав участь у Першій світовій війні (1914 – 1918) у складі саперних батальйонів №14 і №40, у 1915 р. йому було присвоєно чин капітана. Нагороджений військовими нагородами Австро-Угорської імперії: бронзовою медаллю «За військові заслуги» на стрічці Хреста Військових Заслуг з мечами,  Ювілейним Хрестом в честь 60-річчя правління цісаря Франца Йосифа І, Хрестом Військових Заслуг Третього ступеня та Військовим Хрестом цісаря Карла І.
1 листопада 1918 р. зарахований в чині сотника до збройних сил Західно-Української Народної Республіки (ЗУНР) і уповноважений Урядом ЗУНР  заснувати в Будапешті Українську збірну станицю для вояків-українців, які поверталися з полону. Одночасно виконував обов’язки військового аташе ЗУНР в Угорщині. 11 березня 1919 р. йому було присвоєно чин отамана (майора) Української Галицької Армії.  Після об’єднання УНР і ЗУНР упродовж  лютого – квітня 1919 був радником посла УНР в Угорщині Миколи Галагана. Упродовж 1919 – 1920 років був послом ЗУНР в Угорщині, а в травні – вересні 1921 р. працював управителем канцелярії Уряду для закордонних справ Колегії Уповноважених Диктатора ЗУНР у Відні. Упродовж вересня 1921 – березня 1923 років  виконував обов’язки посла ЗУНР у Німеччині.
Після ліквідації інституцій ЗУНР переїхав до Відня, де працював на будівельних підприємствах інженером залізобетонних конструкцій. Після включення Австрії до складу Німеччини 1938 р. мобілізований до служби у Вермахті, яку в чині підполковника інженерних військ відбував до кінця Другої світової війни.
Помер і похований 18 листопада 1948 р. у Відні.